# 千葉市の地名一覧
千葉市の地名一覧（ちばしのちめいいちらん）は、千葉市にある町名の各区ごとの一覧索引である。

## 中央区

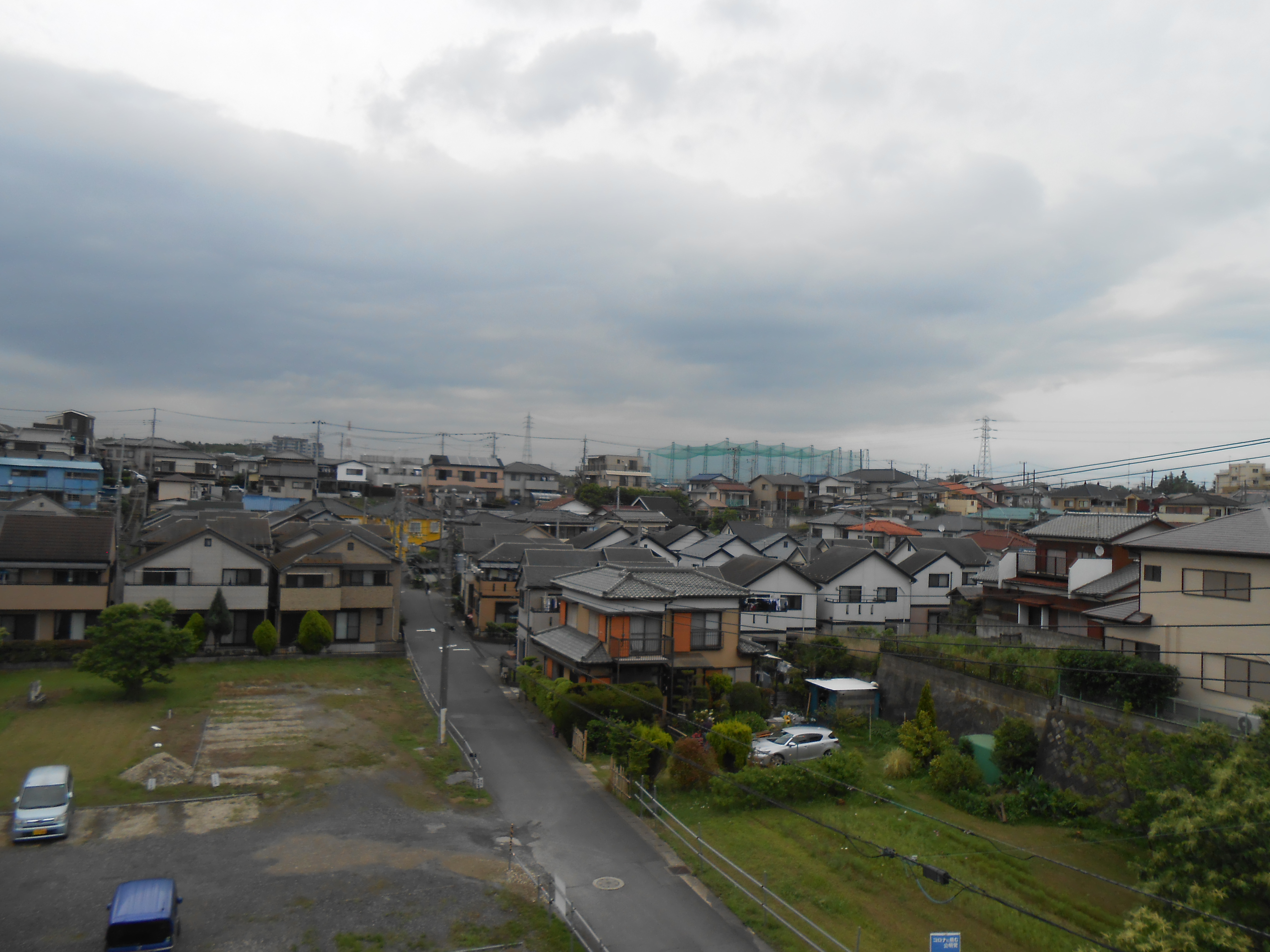
白旗3丁目付近の風景

- 青葉町
- 赤井町
- 旭町
- 市場町
- 稲荷町
- 亥鼻
- 今井
- 今井町
- 院内
- 鵜の森町
- 大森町
- 生実町
- 春日
- 葛城
- 要町
- 亀井町
- 亀岡町
- 川崎町
- 川戸町
- 栄町
- 寒川町
- 塩田町
- 汐見丘町
- 白旗
- 新宿
- 新千葉
- 新田町
- 新町
- 神明町
- 末広
- 蘇我
- 蘇我町
- 大巌寺町
- 千葉寺町
- 千葉港
- 中央
- 中央港
- 椿森
- 鶴沢町
- 出洲港
- 道場北
- 道場北町
- 道場南
- 問屋町
- 長洲
- 新浜町
- 仁戸名町
- 登戸
- 花輪町
- 浜野町
- 東千葉
- 東本町
- 富士見
- 弁天
- 星久喜町
- 本千葉町
- 本町
- 松ヶ丘町
- 松波
- 港町
- 南生実町
- 南町
- 都町
- 宮崎
- 宮崎町
- 村田町
- 矢作町
- 祐光
- 若草

## 稲毛区
- 穴川
- 穴川町
- あやめ台
- 稲丘町
- 稲毛
- 稲毛台町
- 稲毛町
- 稲毛東
- 柏台
- 黒砂
- 黒砂台
- 小仲台
- 小中台町
- 小深町
- 作草部
- 作草部町
- 山王町
- 園生町
- 千草台
- 天台
- 天台町
- 轟町
- 長沼町
- 長沼原町
- 萩台町
- 緑町
- 宮野木町
- 弥生町
- 六方町

## 若葉区
- 愛生町
- 五十土町
- 和泉町
- 大井戸町
- 大草町
- 太田町
- 大広町
- 大宮町
- 大宮台
- 小倉町
- 小倉台
- 小間子町
- 御成台
- 貝塚
- 貝塚町
- 加曽利町
- 金親町
- 上泉町
- 川井町
- 北大宮台
- 北谷津町
- 古泉町
- 御殿町
- 坂月町
- 桜木
- 桜木北
- 更科町
- 佐和町
- 下泉町
- 下田町
- 高品町
- 高根町
- 多部田町
- 旦谷町
- 千城台北
- 千城台西
- 千城台東
- 千城台南
- 都賀
- 都賀の台
- 殿台町
- 富田町
- 中田町
- 中野町
- 西都賀
- 野呂町
- 原町
- 東寺山町
- みつわ台
- 源町
- 谷当町
- 若松町
- 若松台

## 花見川区
- 朝日ケ丘
- 朝日ケ丘町
- 天戸町
- 内山町
- 宇那谷町
- 柏井
- 柏井町
- 検見川町
- こてはし台
- 犢橋町
- 作新台
- さつきが丘
- 三角町
- 大日町
- 武石町
- 千種町
- 長作台
- 長作町
- 浪花町
- 西小中台
- 畑町
- 花島町
- 花園
- 花園町
- 花見川
- 幕張町
- 幕張本郷
- 瑞穂
- 南花園
- み春野
- 宮野木台
- 横戸台
- 横戸町

## 緑区
- あすみが丘
- あすみが丘東
- 板倉町
- 大金沢町
- 大木戸町
- 大椎町
- 大高町
- 落井町
- 越智町
- 小山町
- 大野台
- おゆみ野
- おゆみ野有吉
- おゆみ野中央
- おゆみ野南
- 刈田子町
- 鎌取町
- 上大和田町
- 小金沢町
- 椎名崎町
- 下大和田町
- 大膳野町
- 高田町
- 高津戸町
- 土気町
- 富岡町
- 中西町
- 東山科町
- 平川町
- 平山町
- 古市場町
- 辺田町
- 誉田町
- 茂呂町
- 小食土町

## 美浜区
- 磯辺
- 稲毛海岸
- 打瀬
- 幸町
- 新港
- 高洲
- 高浜
- 豊砂
- 中瀬
- 浜田
- ひび野
- 幕張西
- 真砂
- 美浜
- 若葉

## 廃止された町名
- 吾妻町
- 有吉町[1]
- 桜木町[2]
- 通町
- 東旭ケ丘町
- 弁天町